# Abacetus cuneipennis
Abacetus cuneipennis es una especie de escarabajo terrestre de la subfamilia Pterostichinae.  Fue descrito por Straneo en 1961. 